# Peltostigma eximium
Peltostigma eximium är en vinruteväxtart som beskrevs av Julius Sterling Morton. Peltostigma eximium ingår i släktet Peltostigma och familjen vinruteväxter. Inga underarter finns listade i Catalogue of Life.